# リョーサンヴァトンのソルゲイル・ソルケルスソン
リョーサンヴァトンのソルゲイル・ソルケルスソン（またはトルケルの子のトルゲイル。Þorgeirr Þorkelsson Ljósvetningagoði, 940年頃 - ?）は、985年から1001年にかけてアイスランドのアルシングにおいて法の宣言者（古ノルド語: Lögsögumaður。
en）を務めた人物である。

## 解説
999年か1000年に、アイスランド立法府(Iceland's legislative)は、自分たちが北欧古来の宗教(Norse paganism)とキリスト教のいずれの宗教を遵守すべきかを討論していた。2派はそれぞれがそれぞれの法を宣言しようとするに至り、そうなればアイスランドが分裂しかねない。東地区の有力者であったシーダのハル(Síðu-Hallur)は、ソルゲイルに銀貨60枚を贈って、2派それぞれが納得できる法を宣言してほしいと頼んだ。自身が古来の宗教の聖職者でありゴジ（族長）でもあったソルゲイルは、一昼夜、毛皮の毛布の下で無言の瞑想を続けた後、キリスト教に有利な決定を下した。
しかし古来の宗教の信者は、まだ非公式に自分たちの宗教を信仰できた。
この出来事は、アリ・ソルギルスソンの『アイスランド人の書』に残されている。
彼の採決の後、ソルゲイルは自身もキリスト教徒になり、彼の神の偶像(en)を滝に放り込んだ。そのことに由来して、滝は今、ゴーザフォス（Goðafoss。「神の滝」の意）という名でアイスランドの人々に知られている。
また、アイスランドのアークレイリにある教会の窓（ステンドグラス）にも彼のこのエピソードが描かれている。